# X-No-Archive
X-No-Archive (abgekürzt XNA bzw. XNAY) ist eine Headerzeile eines Usenet-Artikels, mit der der Artikelautor darum bitten kann, dass der entsprechende Artikel nicht in Archive aufgenommen werden soll.

## Herkunft und Hintergrund
Usenet-Artikel werden nach dem Flood-Fill-Prinzip weltweit an alle Newsserver weitergegeben, die mindestens eine der Newsgroups führen, an die der betreffende Artikel geschickt wurde. Üblicherweise hält ein Newsserver Artikel nur für eine limitierte Zeit vor, um sie dann irgendwann zu löschen. Dies ist jedoch nirgends festgelegt und ist eher pragmatisch begründet. Zum einen ist der Speicherplatz eines Servers begrenzt, zum anderen sind alte Artikel in großen Mengen für die meisten Nutzer nicht von Interesse. Usenet-Diskussionen hatten so für einige Teilnehmer stets einen flüchtigen Charakter, da nach einer gewissen Zeit ältere Artikel nicht mehr für jedermann einsehbar waren.
Das webbasierte Usenet-Artikel-Archiv Deja News hatte es sich Mitte der 1990er Jahre zum Ziel gesetzt, möglichst viele Artikel unbegrenzt lange vorzuhalten. Um Usenet-Teilnehmern die Möglichkeit zu geben, ihre Beiträge von der Aufnahme in das Archiv auszuschließen, dachte man sich 1995 den Header X-No-Archive aus. Wie alle Header, deren Namen mit X- beginnen, handelt es sich dabei um einen inoffiziellen optionalen Header. Einzig sinnvoller und definierter Wert ist yes. Übersetzt bedeutet die komplette Headerzeile X-No-Archive: yes damit Kein Archiv: ja. Sie wird manchmal als XNA oder XNAY abgekürzt.

## Beachtung durch Archive
Sowohl Deja News als auch dessen Nachfolgedienst Google Groups beachten diesen Header und geben XNAY-Artikel nicht in ihren Suchergebnissen aus. Google Groups 2 zeigt solche Artikel innerhalb von Diskussionssträngen für bis zu sieben Tage nach dem Versenden an, unterdrückt sie jedoch auch innerhalb dieses Zeitintervalls als Suchergebnis.
Um die Verwendung auch Benutzern zu ermöglichen, deren Newsreader das Setzen neuer Header nicht erlaubt, wird bei Google Groups auch die Aufnahme von X-No-Archive: yes als erste Zeile im Rumpf des Artikels beachtet.
Es existieren zudem eine Reihe von Websites, die Usenet-Artikel der letzten paar Monate anbieten. Manche dieser Sites beachten XNAY nicht. Allerdings handelt es sich wegen der begrenzten Haltezeit strenggenommen auch nicht um Archive.

## Kontroversen

### Privatsphäre
Die Benutzung von XNAY ist im Usenet umstritten, ihr Sinn wird regelmäßig diskutiert. Verwender geben zu bedenken, dass so der automatischen Datensammlung und dem gläsernen Menschen entgegengewirkt werden kann. Gegner führen an, dass Antworten auf XNAY-Artikel immer noch archiviert werden – somit das Original indirekt gelesen werden kann – und außerdem nichtöffentliche Archive existieren, die den Header nicht beachten. Somit sei ein Schutz durch XNAY Augenwischerei, und man solle geeignetere Maßnahmen verwenden, um seine Privatsphäre tatsächlich zu schützen.

### Wertminderung des Archivs
Manche Usenet-Teilnehmer betrachten Langzeitarchive als Teil des Usenet (durch Integration der Archive lassen sich redundante Fragen vermeiden). Ihnen missfällt die Verwendung und Beachtung von XNAY, da Archive weniger vollständig und damit weniger wertvoll als Informationsquelle werden. Einige dieser Teilnehmer antworten deswegen explizit nicht mehr auf Artikel, in denen XNAY gesetzt ist.

### Protest gegen Google Groups
Seit Google Groups die Möglichkeit zum Schreiben und Abschicken von Artikeln anbietet, gibt es eine Reihe von  Usenet-Teilnehmern, die unzufrieden mit der Art und Weise sind, wie die Firma mit dem Missbrauch dieser Dienstleistung umgeht. Tatsächlich existiert eine Vielzahl von Spam-Artikeln, die über Googles eigenen Newsserver eingeliefert werden. Aus Protest gegen das aus ihrer Sicht mangelnde Einschreiten von Google Inc. setzen einige Usenet-Teilnehmer bewusst die XNAY-Headerzeile, um Googles Archiv weniger wertvoll zu machen und um nicht zum kommerziellen Erfolg von Google selbst beizutragen.

## AlternativeArchive:
In der nächsten Spezifikation des Usenet-Artikel-Formats ist ein offizieller Header für Aussagen zur Bereitschaft zur Archivierung vorgesehen. Er wird Archive heißen und hat die möglichen Werte yes und no. Damit kann man als Autor der Archivierung explizit zustimmen oder sie ablehnen. Als dritte Möglichkeit kann man nach wie vor auf eine Aussage zur Archivierung verzichten, indem man diese Zeile gar nicht setzt.